# Plounéour-Trez
Plounéour-Trez [pluneuʁ tʁɛs] (en breton : Plouneour-Traezh) est une ancienne commune située sur la côte nord du département du Finistère, dans la région Bretagne, en France.
Le 1er janvier 2017, elle fusionne avec Brignogan-Plages pour former la commune nouvelle de Plounéour-Brignogan-plages.

## Géographie

### Localisation
Plounéour-Trez est une commune littorale de la Manche formant une légère presqu'île entre la Baie de Goulven et l'Anse de Pontusval, marquée par quatre pointes (Beg en breton) peu prononcées : Pointe de Kerguélen, Beg Culéren, Beg ar Groaz et Beg an Toullou (celle de Beg ar Scaf est en Brignogan-Plages), enserrant des longues plages (Kerurus, Menhir et Lividic) ; la côte est à dominante sableuse, marquée par des dunes basses, surtout dans sa partie orientale faisant face à l'Anse de Goulven qui découvre largement à marée basse ; il devient plus rocheux vers le nord-ouest, à l'approche de Brignogan, et particulièrement au niveau des pointes.

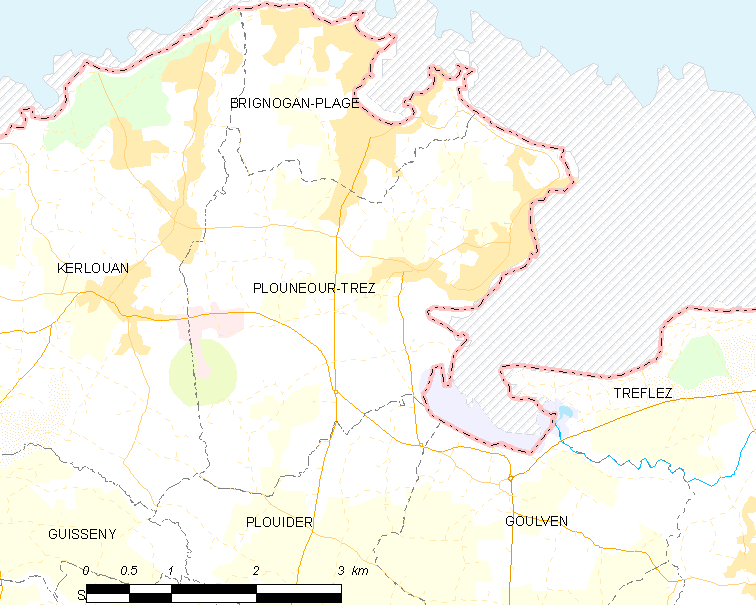
Carte de la commune de Plounéour-Trez
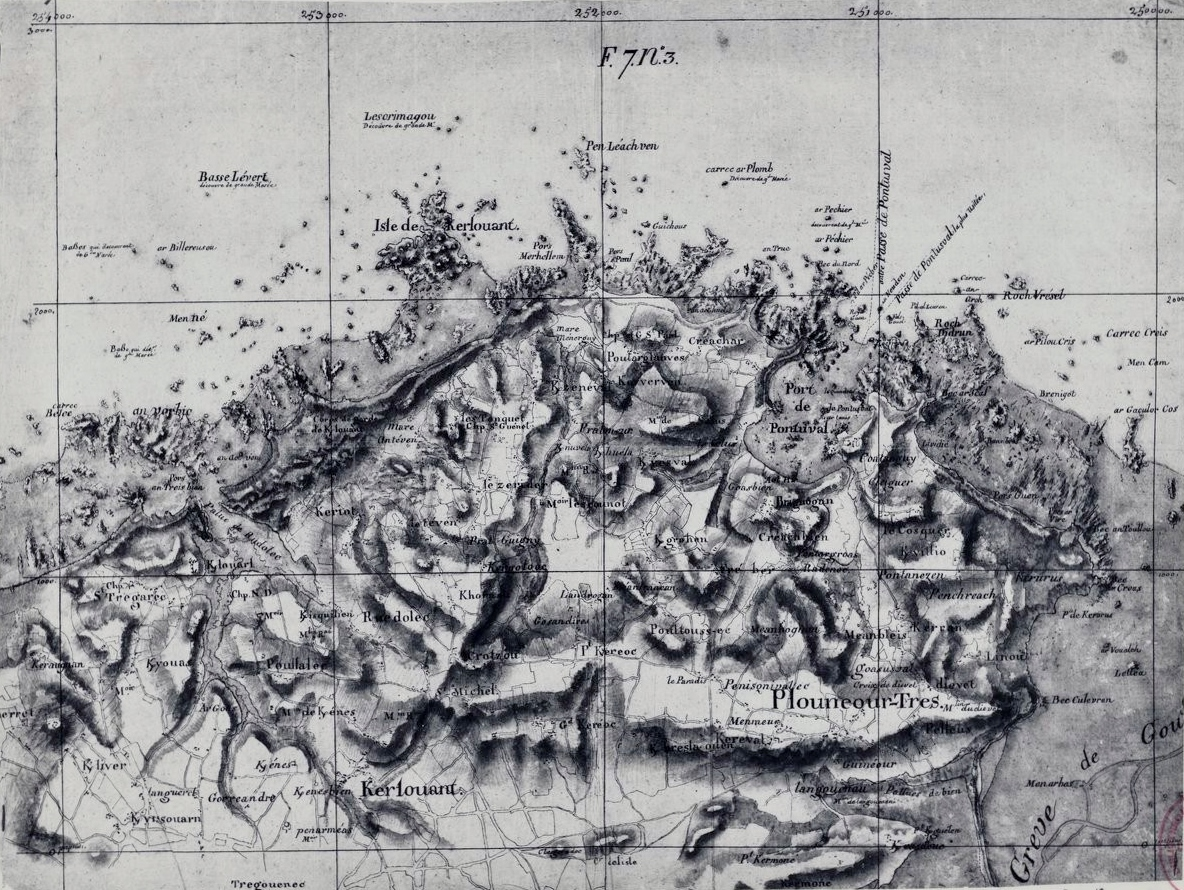
Carte de la région de Plounéour-Trez et Kerlouan à la fin du XVIIIe siècle
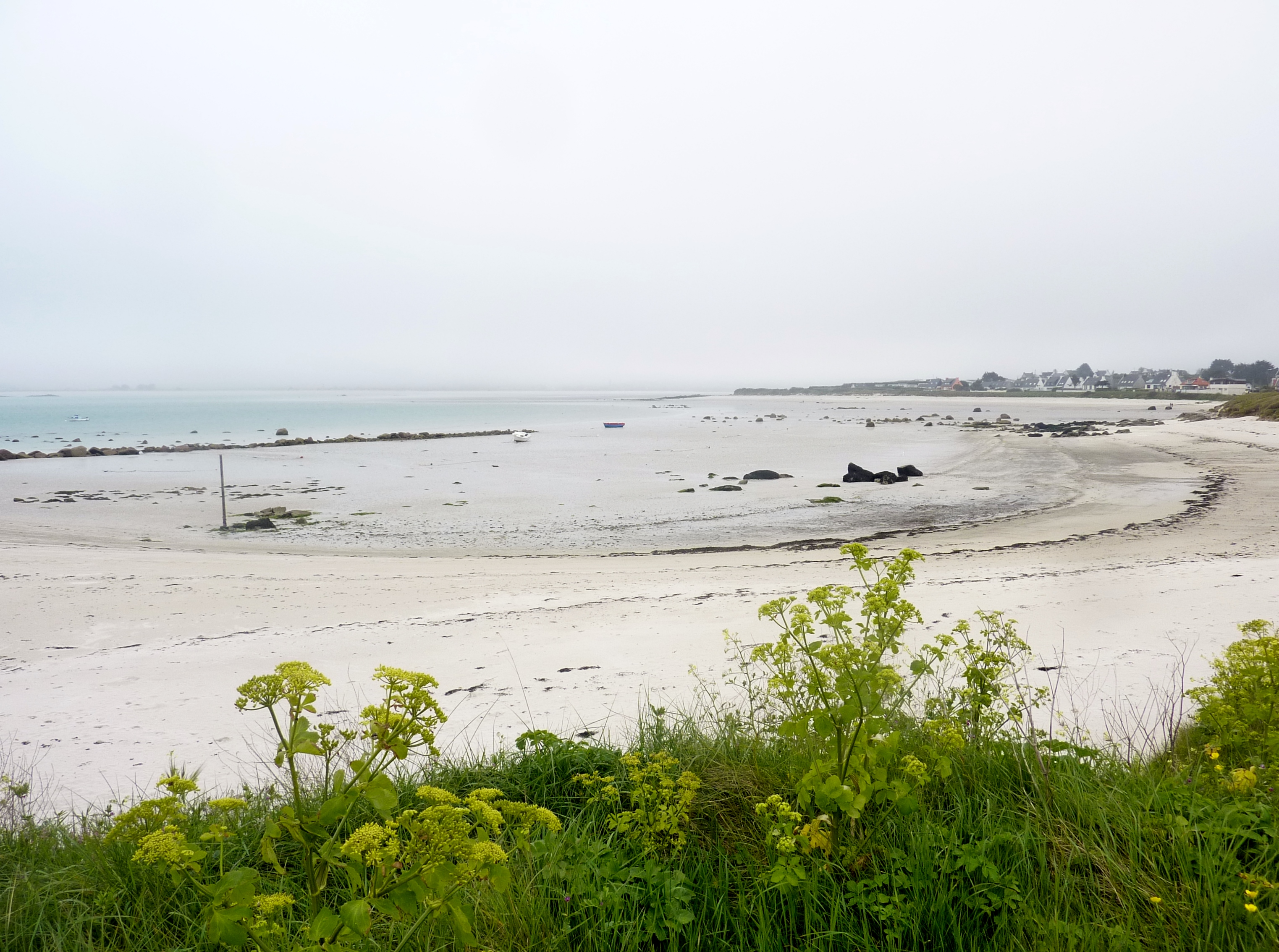
Plounéour-Trez : la côte à Beg Culéren, le port d'échouage (ouest de la baie de Goulven)
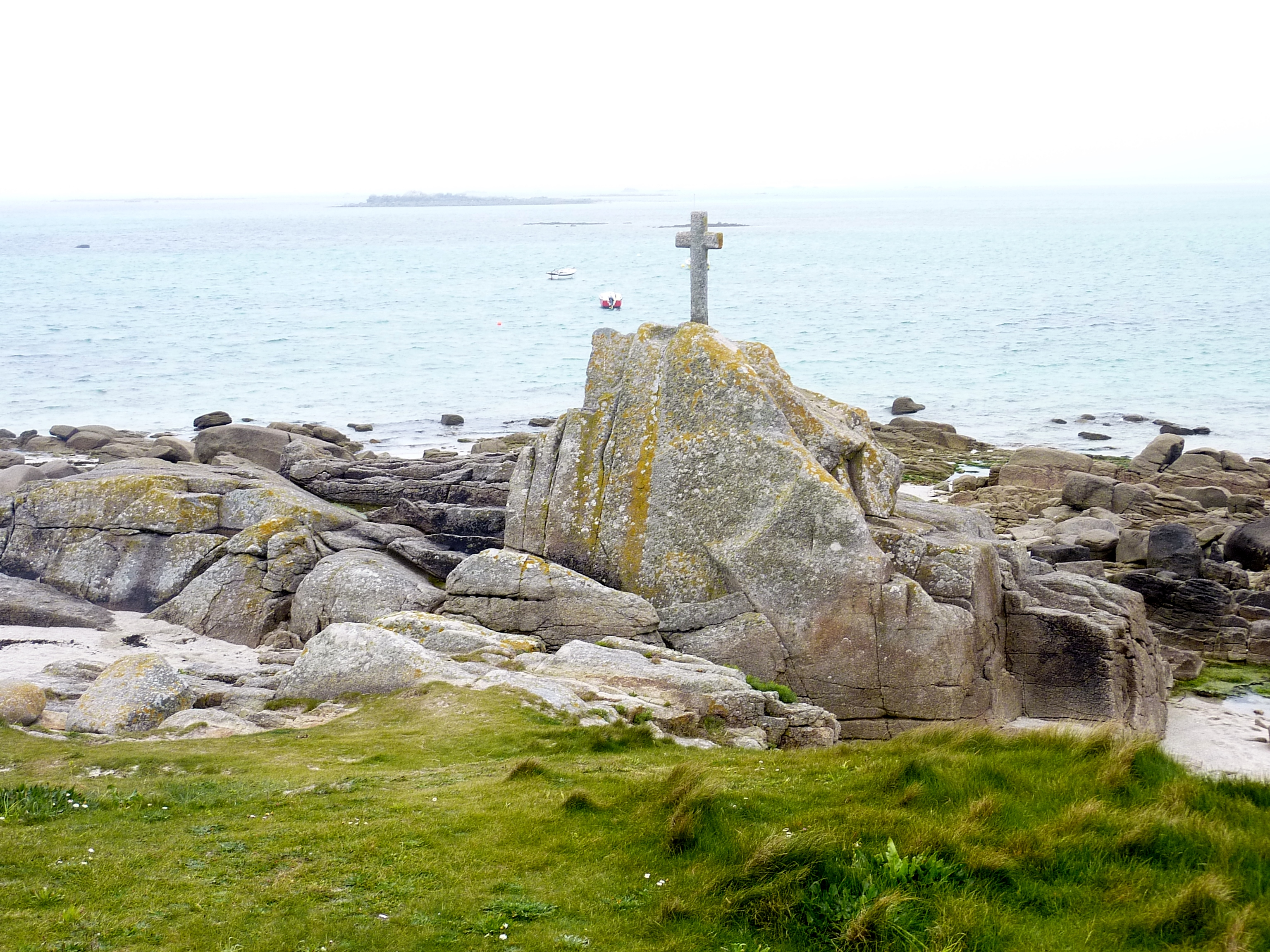
Plounéour-Trez : la croix de Beg-ar-Groaz ; à l'arrière-plan, le rocher du Goueltoc
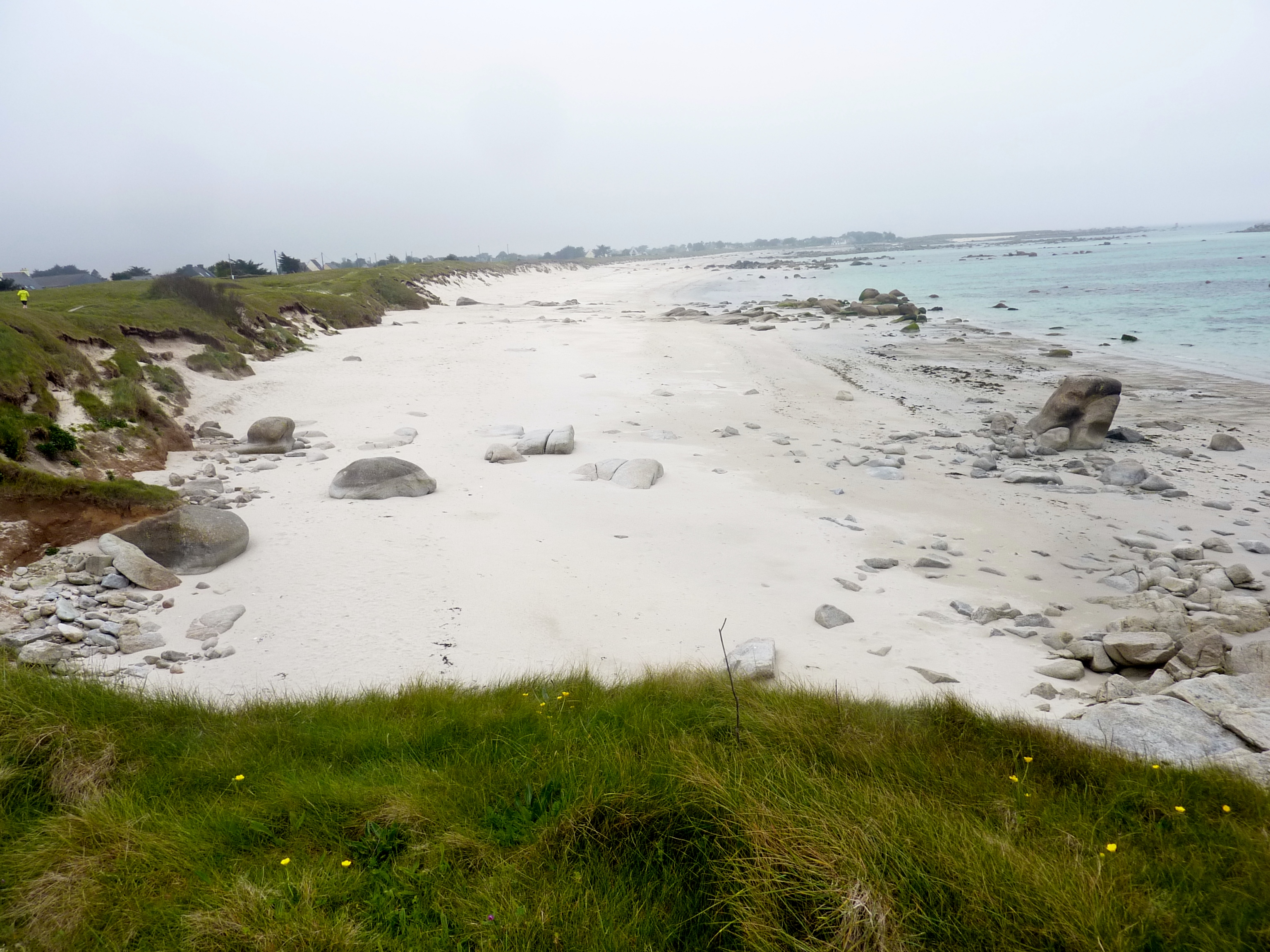
Plounéour-Trez : la plage du Lividic vue depuis Beg an Toullou

### Relief et géologie
D'assez vaste superficie (10,68 km2), la commune possède une campagne assez étendue, plate pour l'essentiel, sauf dans sa partie sud-ouest qui atteint 45 mètres d'altitude près du hameau de Toulran, mais la majeure partie du finage communal est à moins de 20 mètres d'altitude.

### Lieux-dits et hameaux

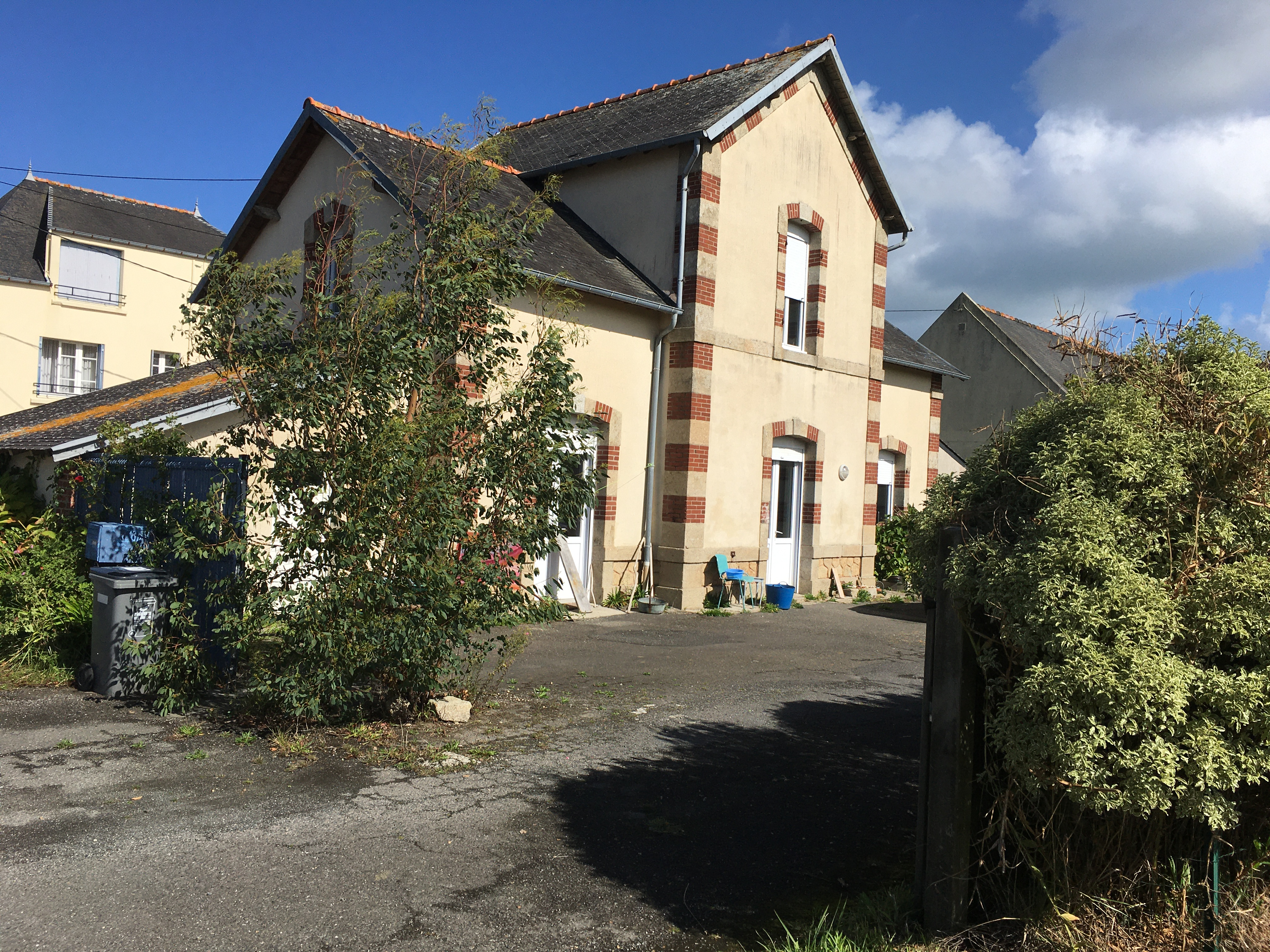
Le bâtiment de l'ancienne gare de Plounéour-Trez, située au lieu dit La Gare.

L'habitat rural est dispersé en de nombreux hameaux comme ceux de Kervillo, Kerurus, Menbleïz, etc. dans sa partie nord, de Tréberre, Mentoull, Kerbreslaouen, Menmeur, etc. dans sa partie ouest, de Trégueiller, Roudouan, le Cléguer, Trévigny, etc. dans sa partie sud ; le lieu-dit La Gare s'explique par l'existence de la ligne de Landerneau à Brignogan (1891-1946) des Chemins de fer départementaux du Finistère, dont le tracé est en partie repris par le sentier de grande randonnée GR 34.

## Toponymie
Le nom de la localité est attesté sous les formes Plebs Enemori (Eneuuori) aux XIIe et XIIIe siècles, Ploeneour in littore vers 1330, Plouneour Ystrez en 1422, Ploencour Istreas en 1481, Ploeneourys-Treaz en 1486.
Le nom breton de la commune est Plouneour-Trez, c'est-à-dire "paroisse" (le mot breton ploue signifie paroisse) de saint Enéour de la Plage (trez en breton signifie "sable", "plage"), pour la distinguer de Plounéour-Ménez, littéralement « paroisse de saint Enéour de la montagne ».

## Histoire

### Préhistoire et Antiquité

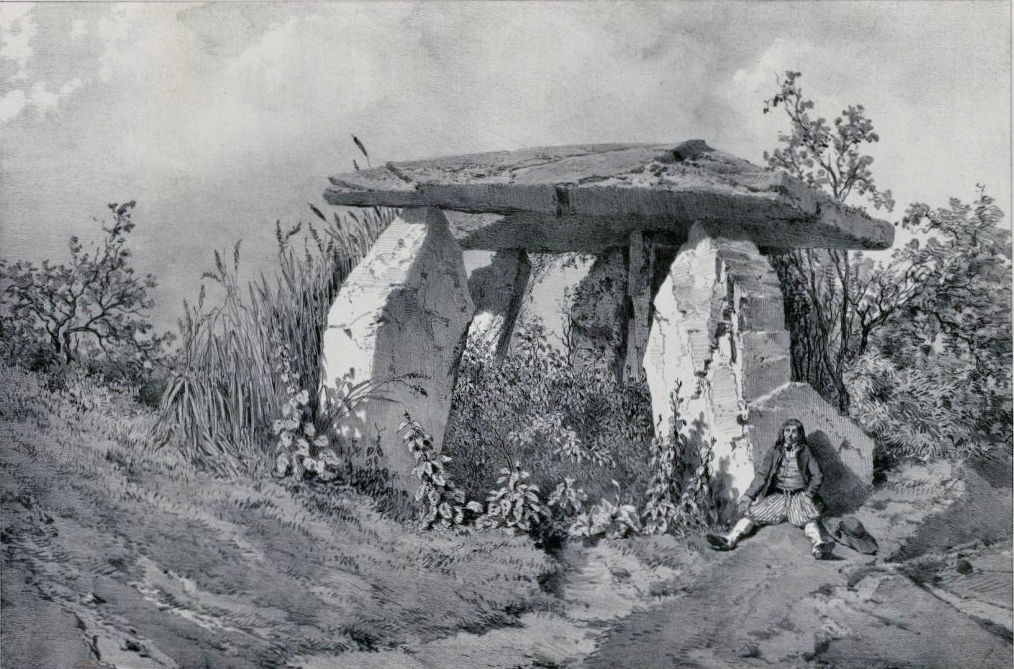
Adrien Dauzats : Dolmen à Plounéour (dessin publié en 1845-1846) 1

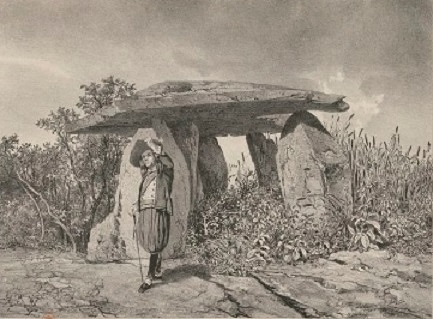
Adrien Dauzats : Dolmen à Plounéour (dessin publié en 1845-1846) 2

Un habitat et un dépôt, contenant entre autres des fosses à coquillages et des poteries (en particulier un grand vase à fond plat), datant de l'Âge du bronze ont été trouvés sous les dunes littorales, de formation récente, de la plage du Lividic, particulièrement à la suite des tempêtes de l'hiver 1966-1967.
La stèle de l'Âge du fer de Menmeur en Plounéour-Trez a été découverte fortuitement en 1962 lors de travaux agricoles ; de forme tronconique et haute de 2,40 m en comptant son socle enterré, elle présente à son sommet un disque plat légèrement débordant ; elle est couverte de dessins géométriques désormais à peine lisibles, les plus nombreux étant des losanges. La commune possède aussi un dolmen et un menhir.

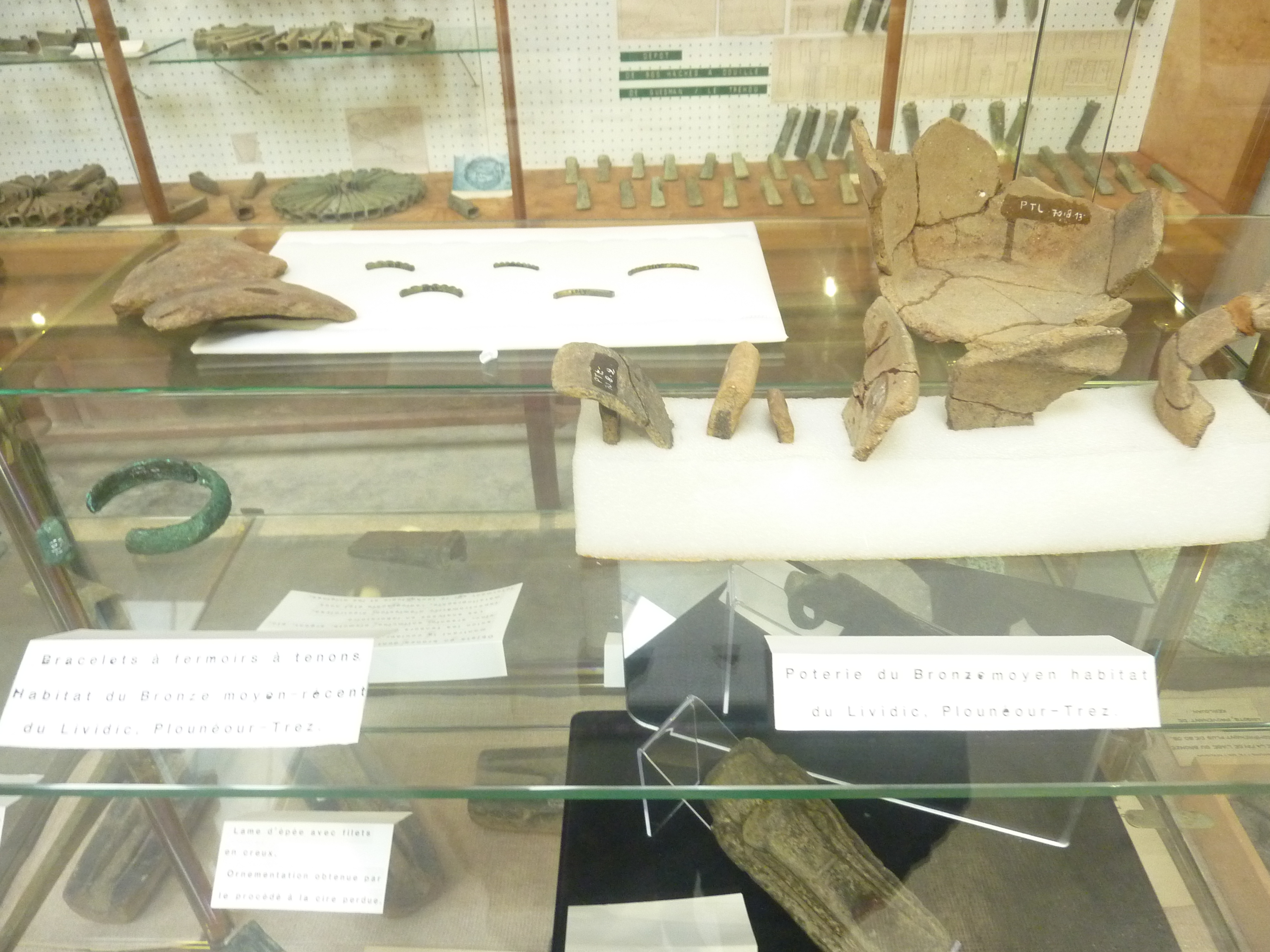
Bracelet à fermoir et débris de poterie datant de l'Âge du bronze moyen trouvés en bordure de la plage du Lividic (Musée de la préhistoire finistérienne de Penmarc'h)
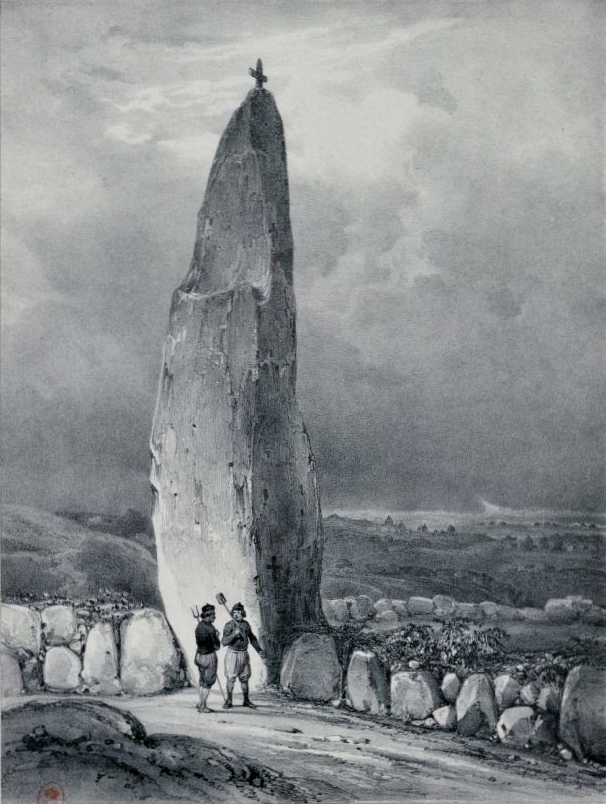
Auguste Mayer : Menhir près de Plounéour-Trez (dessin publié en 1845-1846)
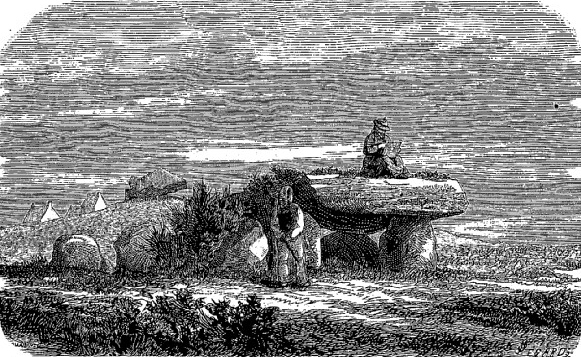
Plounéour-Trez : le dolmen de Roc'h an Daul vers 1882 (dessin)
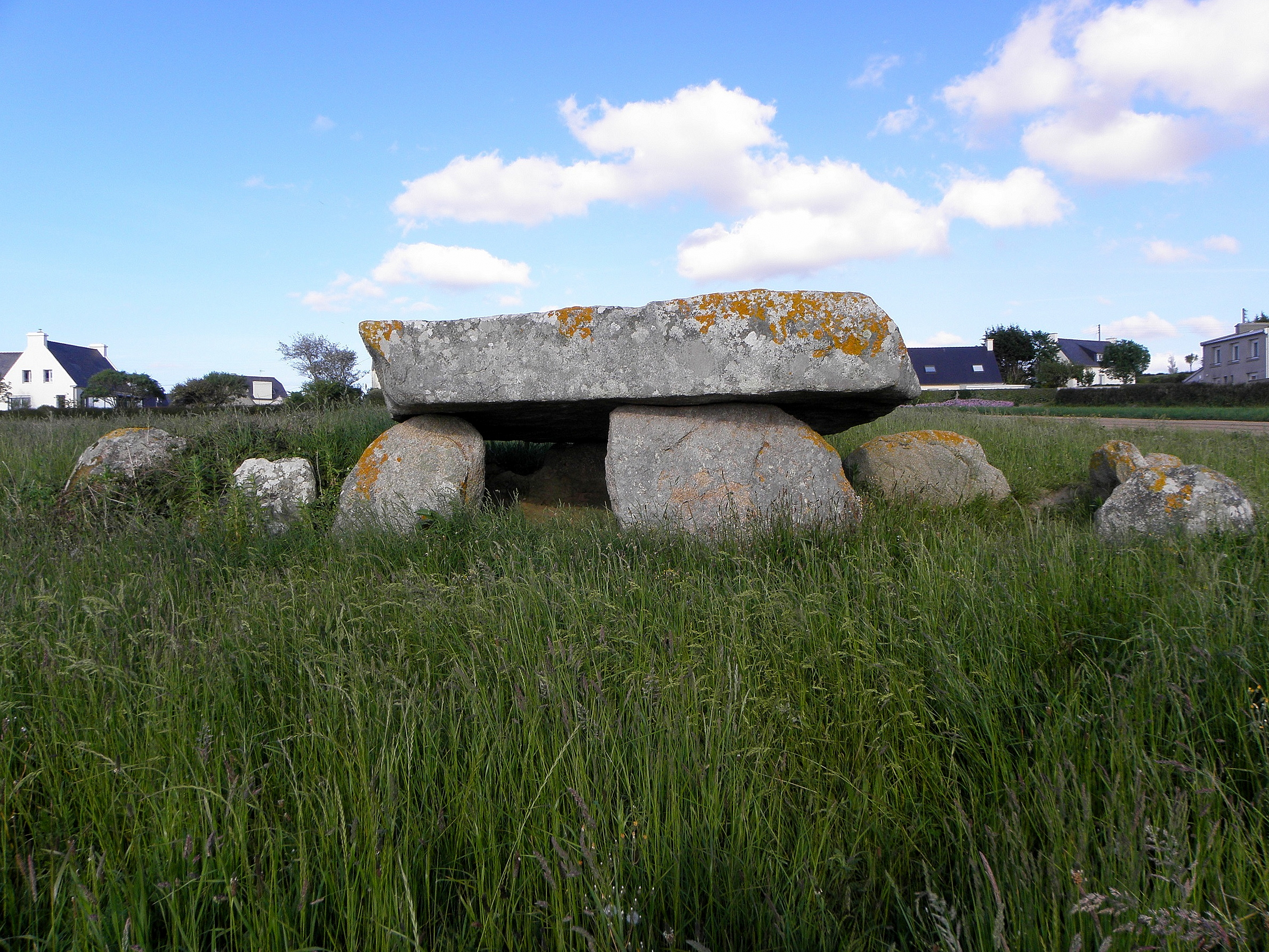
Plounéour-Trez : le dolmen de Dievet
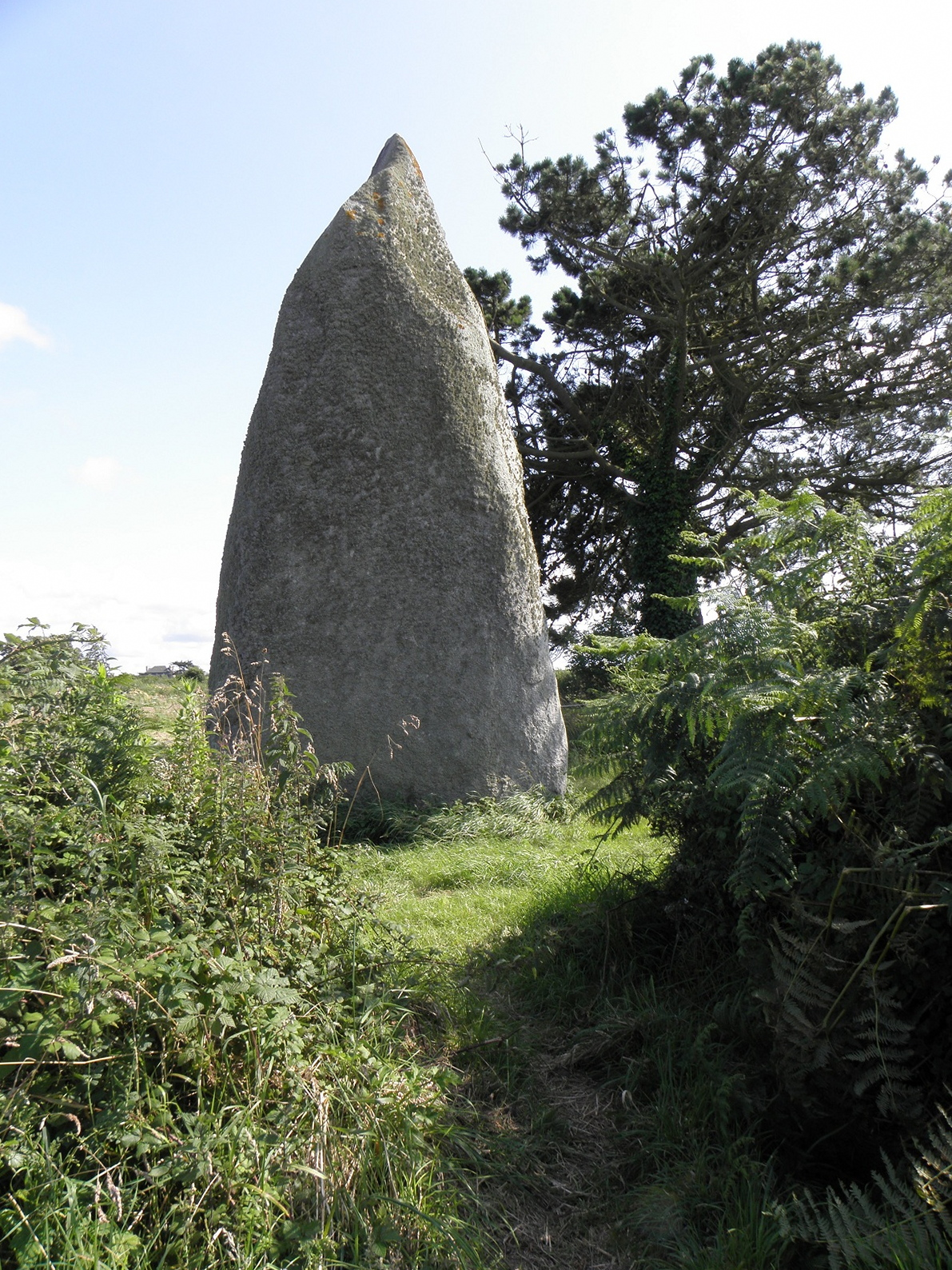
Plounéour-Trez : le menhir sud de Pontusval

Émile Souvestre évoque en 1836 les ruines d'un immense dolmen, disparu depuis : « Près du village des rochers (Kerroc'h), les ruines d'un immense dolmen de 34 pieds de long sur 15 de large. Les habitans [orthographe respectée] du pays vous diront que ce sont des jeunes filles ainsi transformées pour avoir continué à danser quand le Saint-Sacrement passait ». Le Chevalier de Fréminville décrit en 1844 ce  « dolmen gigantesque, mais malheureusement mutilé ; sa plate-forme ayant été détruite, ses pierres verticales, au nombre de quatorze, dont la plus grande à un mètre soixante-dix centimètres d'élévation, sont disposées en trapèze sur une longueur de onze mètres cinq centimètres et une largeur de quatre mètres cinquante-cinq centimètres.

### Moyen Âge
Selon le Chevalier de Fréminville la paroisse de Plounéour-Trez fut « de tout le Léonnais, celle où le Christianisme pénétra le plus tard et le plus difficilement. Toutes celles qui l'environnent étaient depuis longtemps chrétiennes que ses féroces habitants persistant dans les erreurs de l'idolâtrie. Aussi cette paroisse est-elle encore désignée, par les paysans des autres circumvoisines, par le nom de Lan ar Pagan, la terre, le pays des païens.

### Époque moderne

#### Les redevances féodales

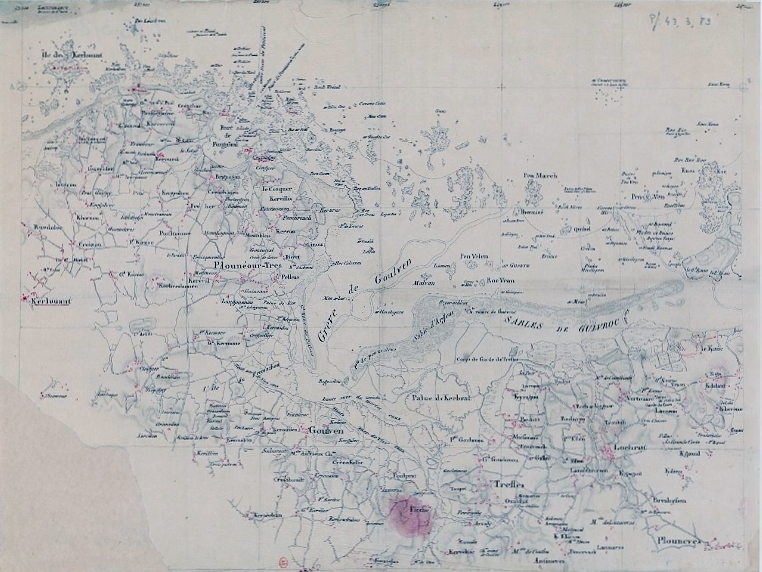
La Baie de Goulven et l'Anse de Kernic entre 1771 et 1785

La paroisse de Plounéour-Trez était redevable de dîmes inféodées : la dîme du Mennat était de 166 livres par an, celle du Folgoët de 304 boisseaux de froment, mesure comble de Lesneven, et de 146 boisseaux d'orge. Ces dîmes furent supprimées par l'Assemblée constituante en 1789.

#### La récolte dugoémon

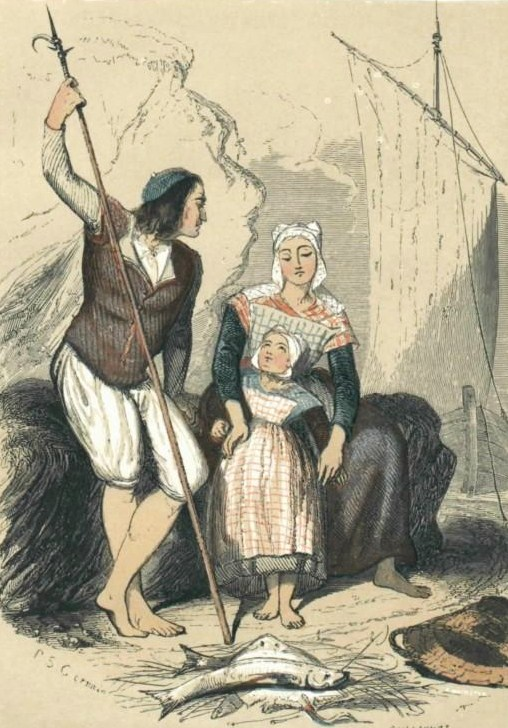
Habitants de Plounéour-Trez (dessin de 1844).

La collecte du goémon a suscité pendant des siècles de nombreuses querelles entre les habitants des paroisses littorales, comme l'écrit Antoine Favé :

« Du Corréjou à l'anse de Kernic, nous sommes sur les lignes d'un littoral aussi fertile en discussions héroïques, en batteries classiques, en procès interminables, qu'en gros temps et mauvais temps. Les administrateurs, les juges, les agents vigilants de la douane et de la maréchaussée, furent bien souvent mis sur les dents par les disputes, maintes fois meurtrières, de Plounéour-Trez, Goulven, Tréflez, Plounévez-Lochrist, Cléder, au sujet des délimitations de territoires et de questions de propriété touchant cette question vitale de la récolte du goémon. »

#### La réputation d'être des naufrageurs
Longtemps, Plounéour et l'ensemble du Pays pagan ont eu la réputation, probablement exagérée, d'être des naufrageurs ; un auteur non précisé écrit par exemple en 1901 : « Pendant plusieurs siècles et jusqu'à ce que Louis XIV réprimât leurs sinistres exploits, Lannilis, Kerlouan, Guissény, Kertugal [Pontusval], Plounéour et bien d'autres lieux ne furent que des repaires de naufrageurs. Tous les hommes y étaient associés pour conspirer la perte d'autres hommes. (...) Les habitants étaient plus à craindre que les écueils parmi lesquels, le couteau au poing, ils guettaient les épaves et les naufragés ».
En 1759, une ordonnance de Louis XV ordonne à la paroisse de Plouncourtrez [Plounéour-Trez] de fournir 45 hommes et de payer 295 livres pour « la dépense annuelle de la garde-côte de Bretagne ».

#### Les épidémies
Une épidémie de fièvre typhoïde sévit, comme dans la plupart des paroisses voisines, à Plounéour-Trez en 1775, y faisant cette année-là 65 morts.

#### L'élevage des chevaux
A. Dupuy écrit : « La commune de Plounéour-Trez (...) est habitée par une population active et intelligente, qui a pour spécialité l'élevage du cheval. Les paysans achètent de jeunes chevaux qui, grâce à une nourriture particulière, aux pâturages salins et aux bains de mer, deviennent rapidement des animaux magnifiques, très recherchés pour la remonte de la cavalerie ».

### La Révolution française
Le premier maire de Plounéour-Trez fut son recteur, l'abbé François Perrot. Yves Calvez, du hameau de Kermoné, lui succède le 13 novembre 1791, puis Jean Abjean Uguen le 9 décembre 1792, remplacé en raison de son âge et de ses infirmités par Guillaume Noël le 3 mars 1793. Le 23 décembre 1792, deux officiers publics, chargés de tenir l'état-civil, sont nommés : Jacques Jacq et Goulven Bihan-Poudec, deux notaires.
Le recteur et les trois vicaires de Plounéour-Trez refusèrent de prêter serment de fidélité à la Constitution civile du clergé et restèrent cachés pendant toute la Terreur. La municipalité refuse de reconnaître la validité de l'élection de prêtres constitutionnels, « la paroisse ne veut et n'accepte que l'abbé François Perrot, son recteur actuel » et les commissaires envoyés par le district trouvèrent « une grande affluence du peuple (...) à la messe inconstitutionnelle». Le 30 décembre 1792, l'abbé Ursin Le Gall, prêtre jureur, est nommé, mais subit l'indifférence complète des fidèles à son égard.
En 1793, la commune de Plounéour-Trez n'obéit qu'avec réticence aux ordres de réquisition des biens d'église et n'envoie à Lesneven qu'une partie de l'argenterie de ses chapelles, mais reçoit en août 1794 l'ordre d'obéir dans les 24 heures « sous peine d'exécution militaire ». La municipalité est aussi contrainte de faire abattre les cloches de l'église, malgré ses protestations : « Ne pouvant plus assembler le conseil par le son de ses cloches », la commune est contrainte « de nommer un piéton, postillon ou héraut, tant pour assembler le conseil en cas d'affaire pressante que pour faire passer les ordres et instructions aux corps de garde de Plouescat, du Coréjou et autres ». En mars 1793, un arbre de la liberté est planté dans la commune près de la mairie lors d'une cérémonie solennelle au cours de laquelle Bihan-Poudec, procureur-syndic de la commune prononce un discours patriotique en présence des membres des municipalités de Plounéour-Trez, Goulven, Tréflez et Kerlouan et d'un détachement de 60 hommes de la garde nationale commandés par le capitaine Pasquier.
L'emprunt forcé décidé par la loi du 3 septembre 1793 n'eût aucun succès à Plounéour-Trez : il ne se présenta aucun souscripteur. La commune fut aussi contrainte de loger à partir du 1er octobre 1793 une compagnie du 108e régiment d'infanterie qui y tint garnison, ainsi qu'un douanier, Fortuné Bloyet, chargé de contrôler les entrées et sorties au port de Pontusval, logé au manoir de Coatanguy, devenu bien national. Les Plounéouriens durent aussi subir des réquisitions : dans ce but, un état des récoltes fut dressé le 16 octobre 1793 : à cette date, la commune avait produit en grains battus 3.454.550 livres de froment, 1.360.910 livres de seigle, 69.956 livres de méteil, 15.451.920 livres d'orge, 1.011.960 livres d'avoine, 1.108.978 livres de blé noir sans compter ce qui restait à battre. Les trois communes du canton de Goulven (Goulven, Plounéour-Trez et Kerlouan) furent aussi contraintes de créer un corps de gardes nationaux, formé d'un bataillon comprenant cinq compagnies (une cinquantaine d'hommes), entre autres pour la garde de la batterie de Pontusval (24 hommes y sont affectés). Lors de la levée en masse décidée le 23 février 1793, Plounéour-Trez dut fournir 14 hommes et le tirage au sort, obligatoire faute de volontaires, se fit difficilement ; cette levée en masse qui provoqua dans le Léon une révolte contre le gouvernement révolutionnaire, réprimée par le général Canclaux, dont l'épisode le plus connu fut la bataille de Kerguidu (24 février 1793) ; même si les habitants de Plounéour-Trez ne participèrent pas à cette révolte, ils durent néanmoins payer au général Canclaux une contribution de guerre de 3 000 livres.
En juin 1793, un navire corsaire de Cherbourg, la Grébanne, poursuivi par un navire anglais, se réfugia dans le port de Pontusval.
En fonction du décret du 8 pluviôse an II (27 janvier 1794), chaque commune doit nommer un instituteur : l'abbé Barthélémy Le Gall, ancien curé constitutionnel de Plouguerneau, est choisi pour les garçons et Marguerite Grall pour les filles ; cette dernière était certes animée d'un ardent patriotisme, mais savait à peine signer son nom.

### LeXIXesiècle
Jacques Boucher de Perthes, qui fut un temps fonctionnaire des douanes dans la région, a écrit en 1831, parlant de Plounéour-Trez :

« Les riverains de cette côte sont avec raison redoutés des naufragés ; honnêtes gens d'ailleurs, on peut voyager chez eux avec sécurité ; mais ils ne regardent pas comme un vol de s'emparer de ce que la mer apporte ; c'est un don que leur a fait la providence, un revenu qui leur paraît aussi légitime que les fruits de la terre. Les exhortations des curés, les efforts des autorités n'ont pu changer encore leur opinion à cet égard ; ils voient d'un mauvais œil le prêtre qui prêche contre le pillage, ils le considèrent comme un étranger vendu au pouvoir et qui trahit leure intérêts. Un riverain ira de bonne foi faire dire une messe pour que l'année soit bonne en naufrages. On les a vu parcourir processionnellement le rivage en chantant des litanies pour obtenir la même faveur. »

En 1838, cinq cultivateurs-pêcheurs coupables de vols de toiles dans un navire naufragé à Plounéour-Trez en juin 1837, furent condamnés par les Assises du Finistère. Le président des Assises du Finistère évoque « les habitudes pillardes » des habitants de ces côtes, ajoutant : « Lorsqu'une tempête s'annonce, les habitants se réunissent non pour tendre une main secourable aux malheureux naufragés (...) mais pour piller ce que la mer a rejeté de son sein ».

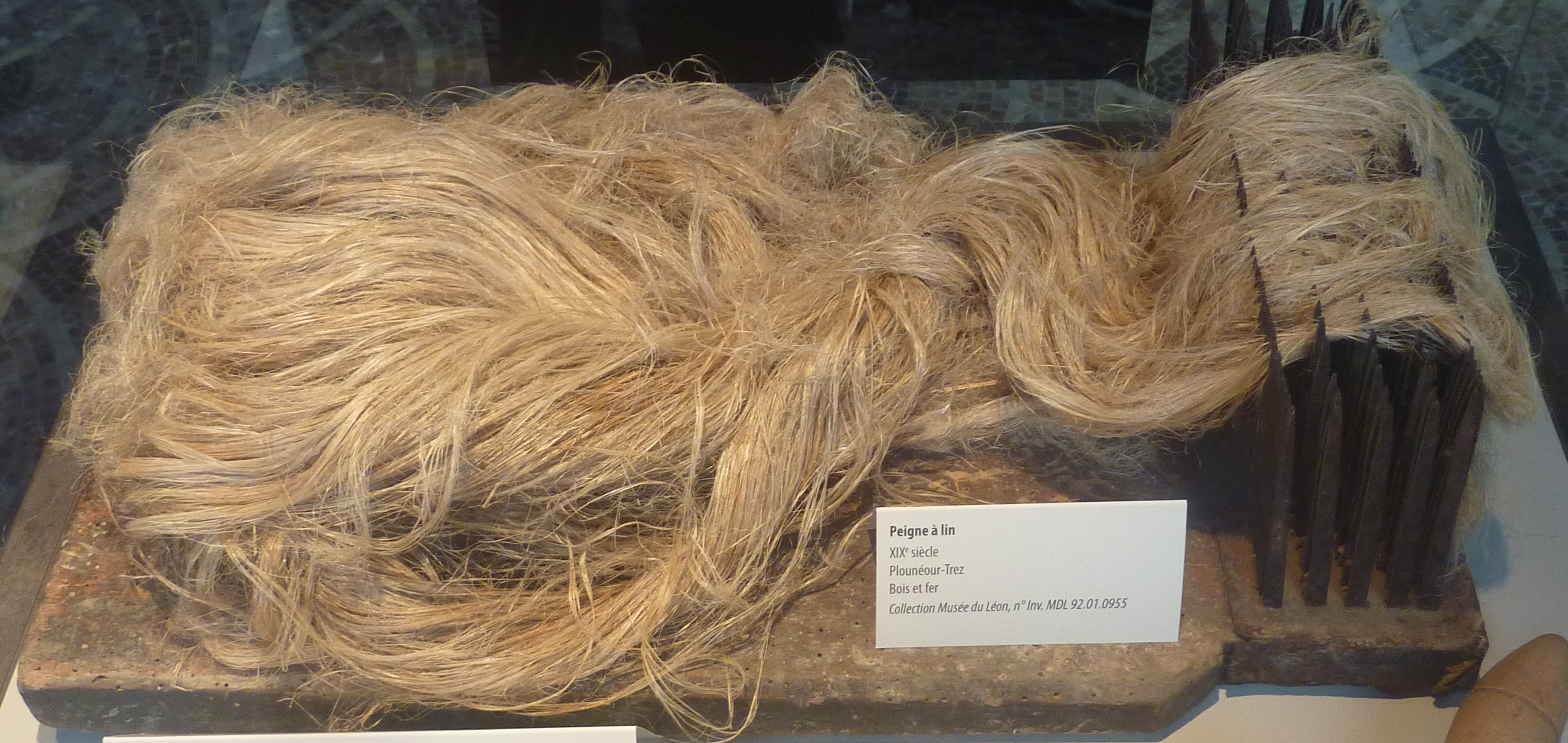
Peigne à lin datant du XIXe siècle, en bois et fer, provenant de Plounéour-Trez (Musée du Léon de Lesneven).

#### Plounéour-Trez vers le milieu duXIXesiècle
En 1844 le Chevalier de Fréminville écrit que « le paysan de Plounéour se reconnaît, parmi cent autres, à son regard sombre et farouche, ses longs cheveux en désordre, à peine couverts au sommet de la tête par un petit bonnet plat de couleur bleue (tocou glas), ses jambes nues, et sa main constamment armée du pen baz  avec lequel il assomme ses victimes.
Selon A. Marteville et P. Varin, continuateurs de Jean-Baptiste Ogée, en 1845, pour une superficie totale de 157 ha, Plounéour-Trez comptait 908 ha de terres labourables, 119 ha de prés et pâturages, 15 ha de vergers et jardins, 367 ha de landes et incultes. La commune possédait alors deux moulins ; les auteurs précisent également que le village commerçant de Pontusval (actuellement Brignogan) est alors plus important que le bourg lui-même ; ils indiquent aussi qu'on parle le breton dans la commune.

#### La récolte du goémon
L'activité goémonière fut longtemps très importante ; elle était réglementée comme l'indique ce texte datant de 1852 :

« (...) Il y a beaucoup de roches à goémon, particulièrement à Kerlouan et à Plounéour-Trez. On fait habituellement deux coupes : celle du goémon noir vers la fin d'avril ; celle du lacet, taly, corré ou goémon jaune en septembre et octobre. Les conseils municipaux désignent des gardes goémonniers, qui assignent à chaque maison ou famille l'emplacement où elle pourra couper à volonté dans le temps indiqué. Depuis un temps immémorial, les grèves se partagent par feux. »

#### L'épidémie devariolede 1864
En 1864, 1 517 cas de variole sont recensés dans le département du Finistère, dont de nombreux cas dans le canton de Lesneven :

« La variole a fait de nombreuses victimes dans plusieurs communes du canton : Plouider, Ploudaniel et Kernouës ont été les communes les plus éprouvées : les cas de mort y ont été nombreux. Plounéour-Trez, Kerlouan, Goulven ont eu aussi beaucoup de malades, mais la mortalité y a été moins sensible. »

#### Plounéour-Trez à la fin duXIXesiècle
Benjamin Girard décrit ainsi Plounéour-Trez en 1889 : « Le bourg n'a que 176 habitants et est beaucoup moins important que le village de Brignogan, situé à 1 km du dit bourg et où se trouve le port de Pontusval (...) ».
« Charles Le Goffic rapporte qu'en 1895 les habitants de Plounéour-Trez furent réveillés une nuit par des lamentations semblables à une voix humaine, qui venaient de la grève. Ils accoururent et trouvèrent une mor-wreg ("sirène" en breton) à l'agonie. Les vieux marins, qui avaient bourlingué sur toutes les mers du globe, et connaissaient bien les phoques, les lamantins et les dugongs, s'accordèrent pour juger qu'il ne s'agissait pas de l'un de ces animaux. Les cheveux, le visage, les pleurs, étaient d'une femme. Aussi les braves gens lui donnèrent-ils,quand elle eût rendu l'âme, une sépulture chrétienne. Malheureusement, le recteur de la paroisse, l'ayant appris, cria au sacrilège, ordonna d'exhumer le cadavre, et le fit jeter à la mer ».

### LeXXesiècle

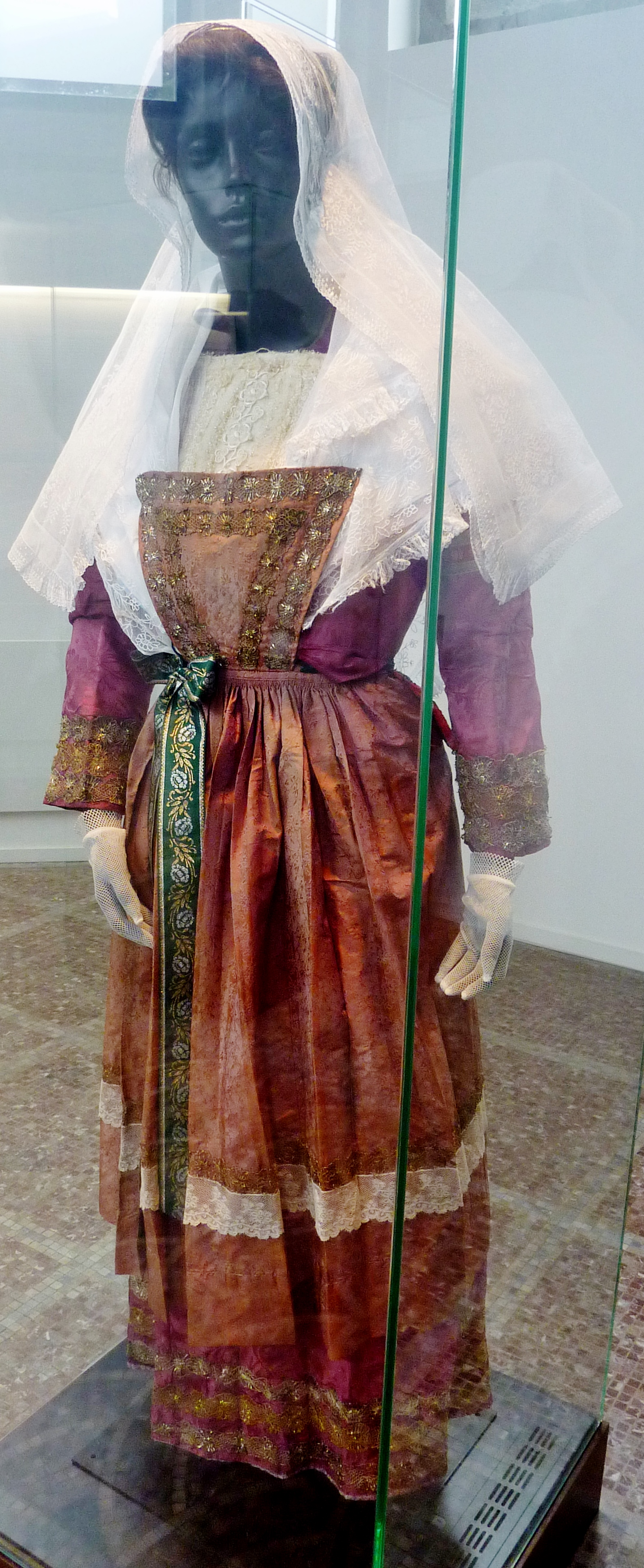
Costume de Plounéour-Trez avec coiffe kernapa (début XXe siècle, Musée du Léon de Lesneven).

#### La Belle Époque
Le 9 janvier 1903, Coataudon, curé de Plounéour-Trez, fait partie des 31 prêtres du diocèse de Quimper dont les traitements sont retenus par décision du gouvernement Combes « tant qu'ils ne feront pas emploi de la langue française dans leurs instructions et l'enseignement du catéchisme » car ils utilisaient le breton. Le curé écrit que « les plus lettrés même, comme nos conseillers municipaux et de fabrique, ne veulent pas d'instruction [religieuse] française ».

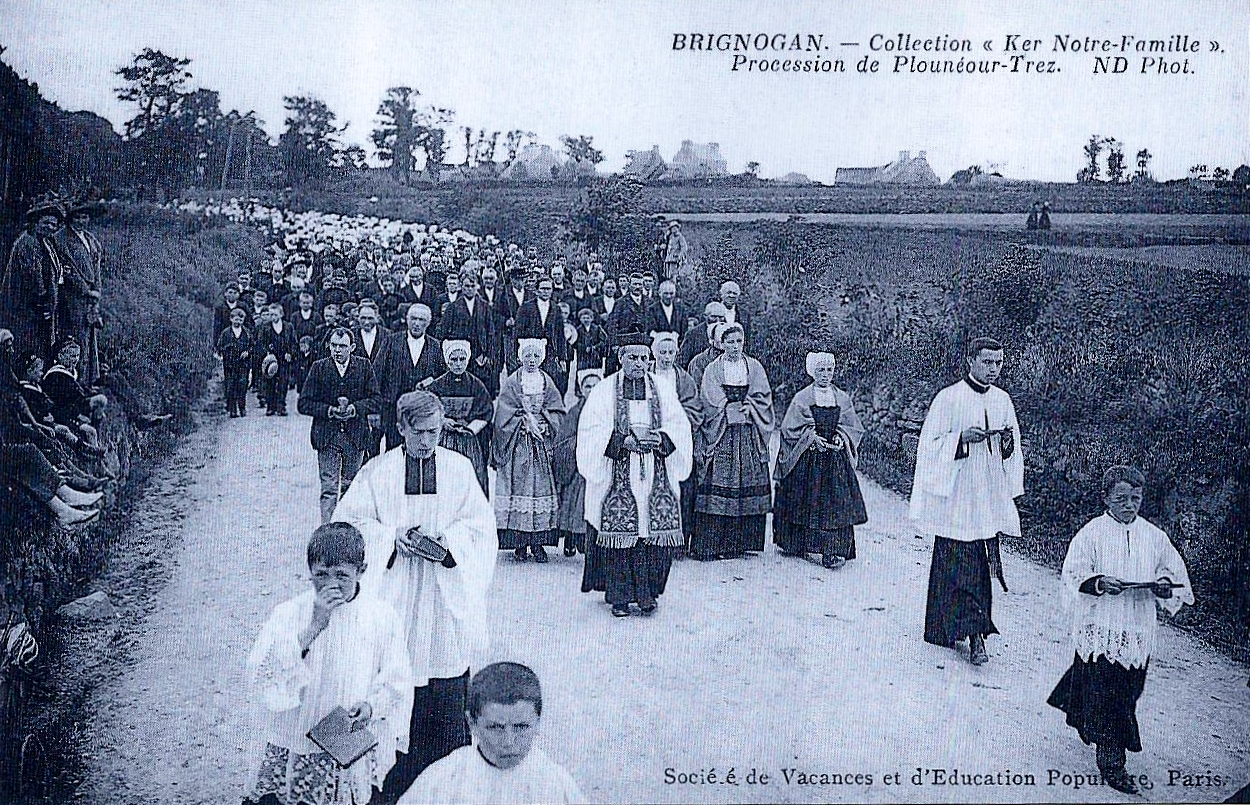
Procession à Plounéour-Trez en 1910, les hommes (carte postale ND Photo).
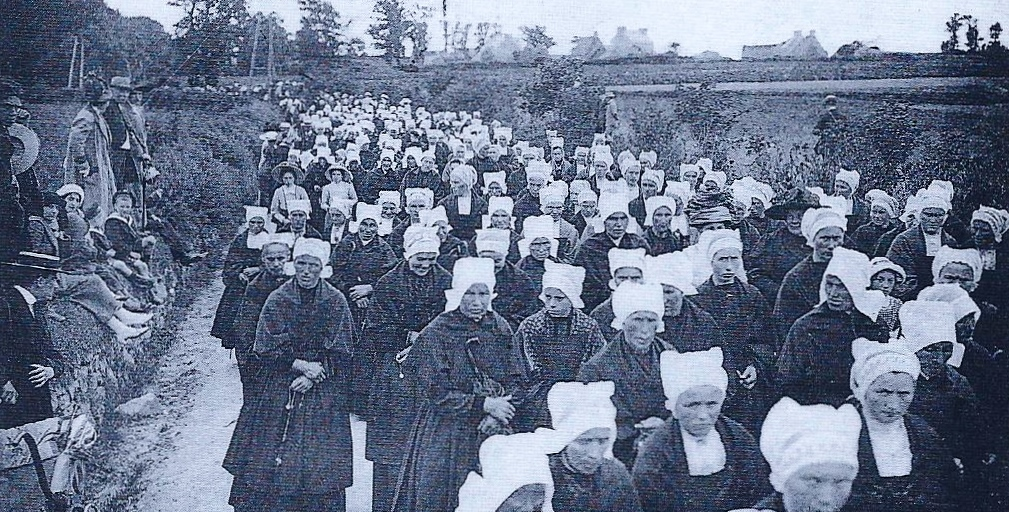
Procession à Plounéour-Trez en 1910, les femmes [elles portent presque toutes la coiffe du Pays Chelgen] (carte postale ND Photo).

#### La Première Guerre mondiale
Le monument aux morts de Plounéour-Trez porte les noms de 108 soldats morts pour la France pendant la Première Guerre mondiale. Parmi eux, dix au moins sont morts sur le front belge, la plupart lors de la Course à la mer, un (Jean Pont) est mort en Russie, six au moins sont des marins disparus en mer (dont André Lagadec, décoré de la Médaille militaire ainsi que de la Croix de guerre et Yves Le Guen, décoré de la Médaille militaire), un au moins (François Jaffrès) est mort en Serbie lors de la Campagne ds Balkans, un (Guillaume Favé) est mort en Suisse et un au moins (Jean Le Guen) alors qu'il était en captivité en Allemagne ; la plupart des autres sont morts sur le sol français.

#### L'Entre-deux-guerres
En 1923, il y avait 5 garçons à l'école publique de Plounéour-Trez contre 143 à l'école catholique de la commune.
Brignogan est érigé en paroisse en 1925 et en commune le 27 janvier 1934.

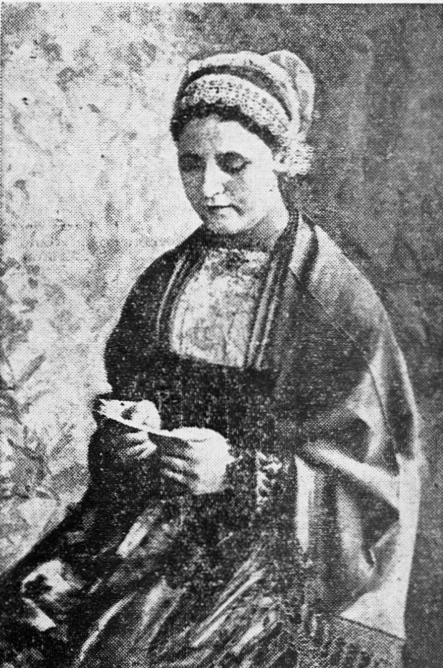
Costume traditionnel d'une femme du Pays pagan (photo de 1933)

Le 16 avril 1936, un violent incendie détruisit le garage Le Bihan à Plounéour-Trez ; l'autocariste assurait alors les liaisons régulières Brignogan-Brest et Brignogan-Landerneau.

#### La Seconde guerre mondiale
Le monument aux morts de Plounéour-Trez porte les noms de 17 personnes mortes pour la France pendant la Seconde Guerre mondiale. Parmi elles, par exemple, Yves Le Menn décédé lors de la débâcle le 8 juin 1940 à Rosières (Aisne).
Louis Jaffrès, cultivateur à Plounéour-Trez, témoigne, racontant ses souvenirs de l'année 1944 : « Depuis quelque temps, des Allemands arpentent les champs aux alentours, et font des relevés de terrain. Puis un ordre d'expropriation arrive : ils vont y construire des blockhaus ! Aucune discussion possible... Mais çà ne s'arrête pas là. Une fois installés, ils réquisitionnent nos chambres pour les soldats, et une pièce au rez-de-chaussée où ils installent le central téléphonique de la batterie. Afin de bien marquer leur territoire, ils peignent sur la porte : « Centre de transmission. Entrée interdite ». On ne se sent plus vraiment chez nous ».

#### L'après Seconde Guerre mondiale
Le monument aux morts de Plounéour-Trez porte les noms de deux soldats (Christophe Bihan, Pierre Gac) morts pour la France pendant la Guerre d'Indochine et de trois soldats (A. Abiven, G. Castel, J.-L. Coat) morts pendant la Guerre d'Algérie.
La deuxième édition du Festival Elixir a lieu sur la commune en 1980. Les têtes d'affiche sont Murray Head et Donovan.

### LeXXIesiècle

#### L'implantation de "Le Groupe Ouest"
En 2014, un pôle européen de création cinématographique, le Groupe Ouest s'installe dans l'ancienne gare de Plounéour-Trez ainsi que dans un ancien hangar à échalotes situé à proximité. Cette entreprise, créée par Antoine Le Bos, tire profit des paysages des alentours, en particulier de ceux de Brignogan-Plages, et est devenu un des principaux pôles du cinéma indépendant en France.

## Politique et administration

### Liste des maires
| Période                                  | Période       | Identité             | Étiquette | Qualité             |
| ---------------------------------------- | ------------- | -------------------- | --------- | ------------------- |
| Les données manquantes sont à compléter. |               |                      |           |                     |
| 1803                                     | 1804          | ? Camain             | ...       | ...                 |
| 1808                                     | 1809          | Yves Calvez          | ...       | ...                 |
| 1810                                     | 1811          | Louis Jaouen         | ...       | ...                 |
| 1811                                     | 1820          | Christophe Caradec   | ...       | ...                 |
| 1820                                     | 1825          | Olivier Caradec      | ...       | ...                 |
| 1830                                     | 1837          | François Lamarre     | ...       | ...                 |
| 1846                                     | 1870          | Alain Falhun         | ...       | ...                 |
| 1870                                     | 1871          | ? Ronal              | ...       | ...                 |
| 1871                                     | 1891          | Alain Falhun         | ...       | ...                 |
| 1891                                     | 1900          | Louis Falhun         | ...       | ...                 |
| 1900                                     | 1904          | Alphée de Trobriand  | ...       | ...                 |
| 1904                                     | 1921          | Yves Noël            | ...       | ...                 |
| 1922                                     | 1929          | Yves Ollivier        | ...       | ...                 |
| 1929                                     | 1933          | Christophe Le Borgne | ...       | ...                 |
| 1934                                     | 1934          | Charles Paugam       | ...       | ...                 |
| 1934                                     | 1944          | Charles Jacq         | ...       | ...                 |
| 1945                                     | 1971          | Eugène Calvez        | ...       | Exploitant agricole |
| 1971                                     | 1989          | Joseph Bihan-Poudec  | ...       | ...                 |
| 1989                                     | 1995          | Pierre Berthouloux   | ...       | ...                 |
| 1995                                     | 2008          | Pierre Bihan-Poudec  | ...       | ...                 |
| mars 2008                                | décembre 2016 | Pascal Goulaouic     | DVD       | Chef d'entreprise   |

## Population et société

### Démographie
L'évolution du nombre d'habitants est connue à travers les recensements de la population effectués dans la commune depuis 1793. À partir du 1er janvier 2009, les populations légales des communes sont publiées annuellement dans le cadre d'un recensement qui repose désormais sur une collecte d'information annuelle, concernant successivement tous les territoires communaux au cours d'une période de cinq ans. 
Pour les communes de moins de 10 000 habitants, une enquête de recensement portant sur toute la population est réalisée tous les cinq ans, les populations légales des années intermédiaires étant quant à elles estimées par interpolation ou extrapolation. Pour la commune, le premier recensement exhaustif entrant dans le cadre du nouveau dispositif a été réalisé en 2006,.
En 2014, la commune comptait 1 231 habitants, en évolution de −0,89 % par rapport à 2009 (Finistère : +1,34 %, France hors Mayotte : +2,49 %).
| 1793  | 1800  | 1806  | 1821  | 1831  | 1836  | 1841  | 1846  | 1851  |
| ----- | ----- | ----- | ----- | ----- | ----- | ----- | ----- | ----- |
| 2 473 | 2 750 | 2 561 | 2 891 | 2 987 | 3 100 | 3 099 | 3 178 | 3 145 |

| 1856  | 1861  | 1866  | 1872  | 1876  | 1881  | 1886  | 1891  | 1896  |
| ----- | ----- | ----- | ----- | ----- | ----- | ----- | ----- | ----- |
| 3 051 | 3 008 | 2 915 | 2 893 | 2 909 | 2 848 | 2 769 | 2 866 | 2 898 |

| 1901  | 1906  | 1911  | 1921  | 1926  | 1931  | 1936  | 1946  | 1954  |
| ----- | ----- | ----- | ----- | ----- | ----- | ----- | ----- | ----- |
| 2 914 | 2 957 | 2 963 | 2 976 | 3 046 | 2 848 | 1 829 | 1 920 | 1 798 |

| 1962  | 1968  | 1975  | 1982  | 1990  | 1999  | 2006  | 2011  | 2014  |
| ----- | ----- | ----- | ----- | ----- | ----- | ----- | ----- | ----- |
| 1 669 | 1 583 | 1 464 | 1 338 | 1 256 | 1 173 | 1 205 | 1 242 | 1 231 |

## Économie
Une zone commerciale s'est développée le long de la route départementale no 10, aux approches de la commune voisine de Kerlouan.

## Culture locale et patrimoine

### Lieux et monuments
- Menhir de Menoignon, classé monument historique[46].
- Allée couverte de Diévet.
- L'enclos paroissial dont le clocher, le calvaire (1506) et les ossuaires sont inscrits à l'inventaire supplémentaire des monuments historiques[47]. Le corps de l'église Saint-Pierre date lui de 1889.
- Le calvaire de Menbleiz (XVIe ou XVIIe siècle).
- La croix de Menmeur (1500), restaurée en 1821.
- La fontaine-lavoir de Langueno.
- À la limite avec Kerlouan se trouve un centre de transmissions militaire servant entre autres à la transmission d'informations à destination des sous-marins français.
- Monument aux morts de 1914-1918.
- Manoir de Kerbreslaouen. Il est décrit dans un aveu daté de 1479 « o [avec] son embellissement », attestant d'une campagne de restauration ou d'agrandissement[48].

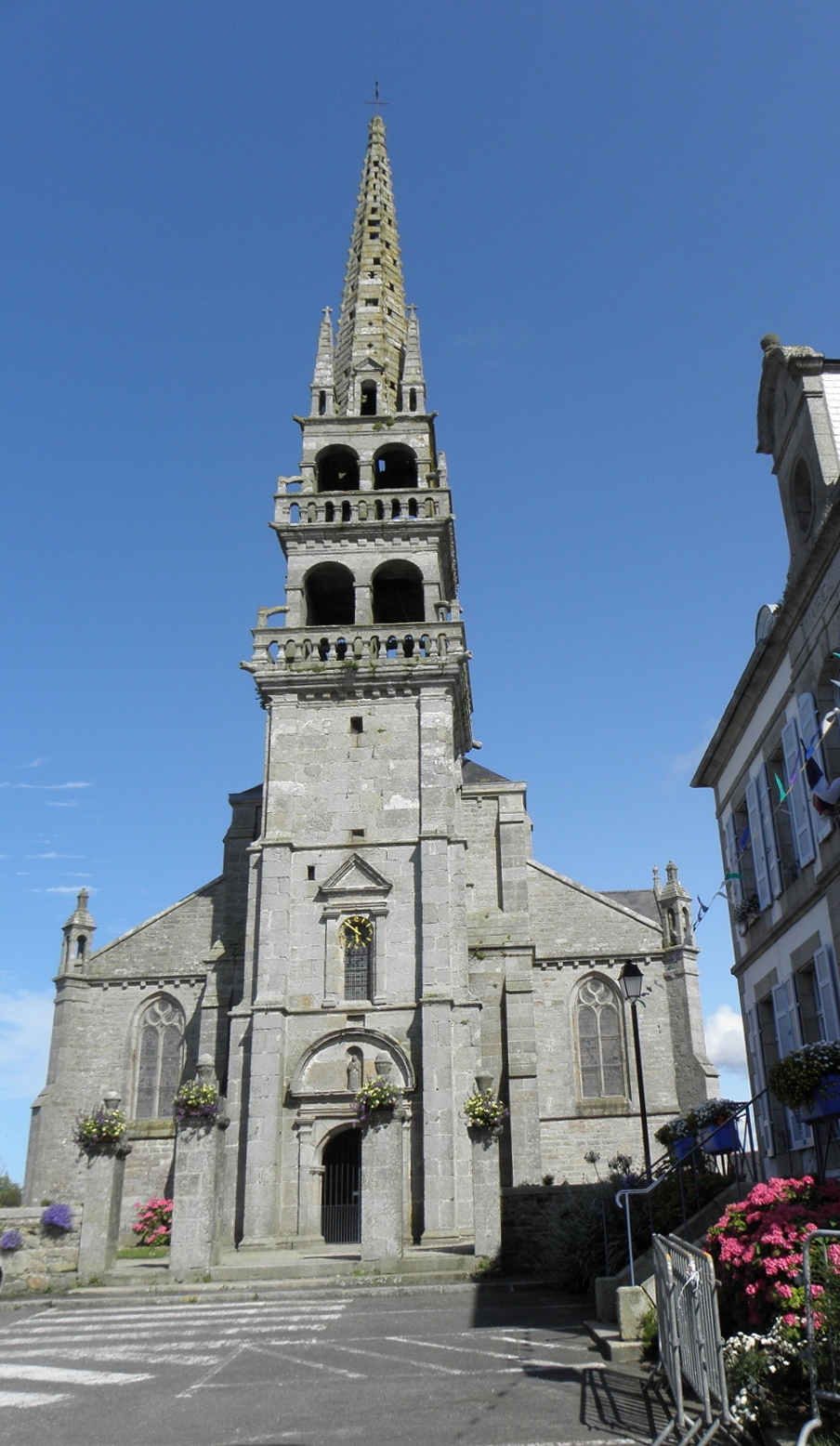
La façade occidentale de l'église Saint-Pierre.
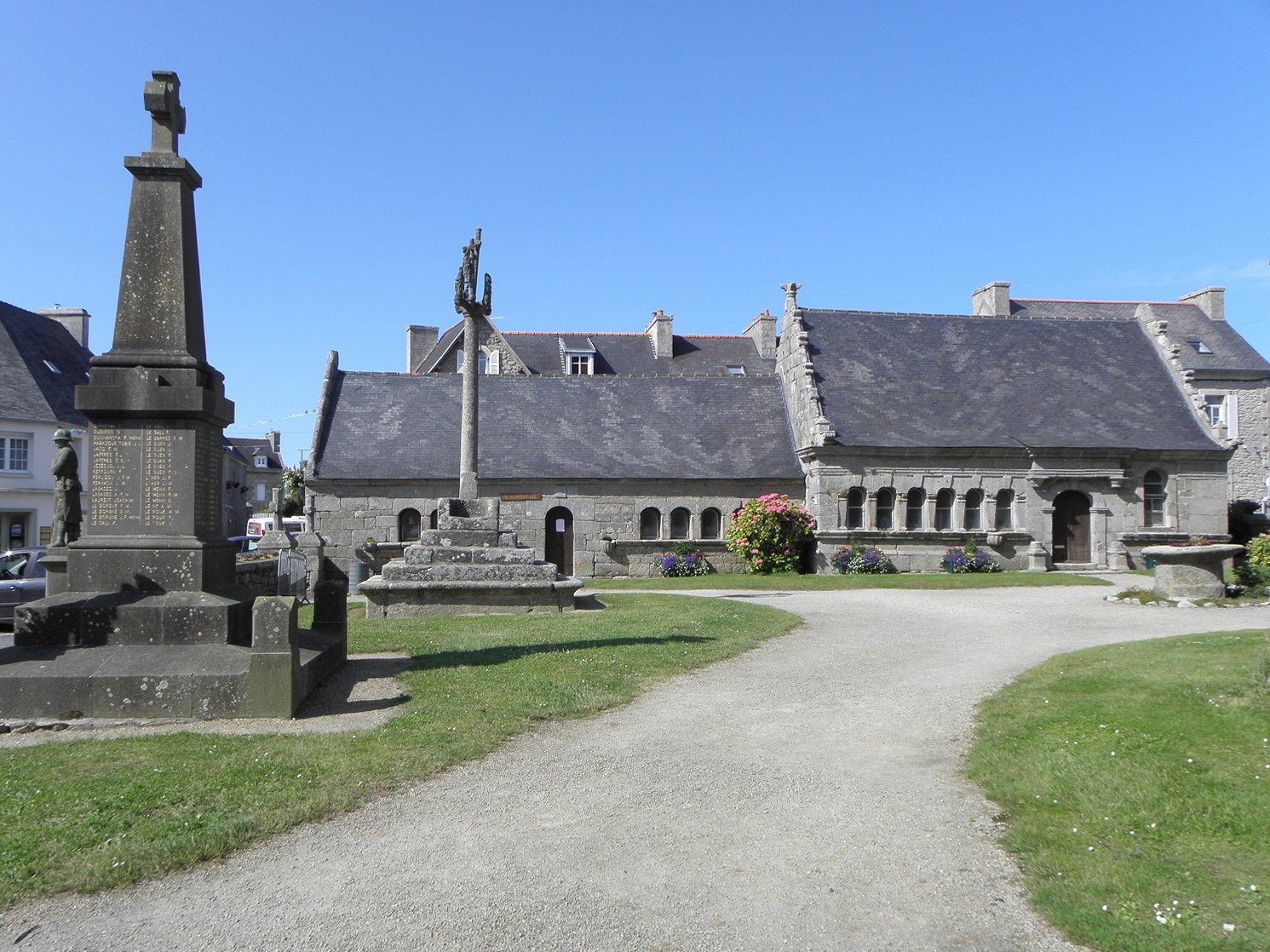
Les deux ossuaires de l'enclos paroissial.
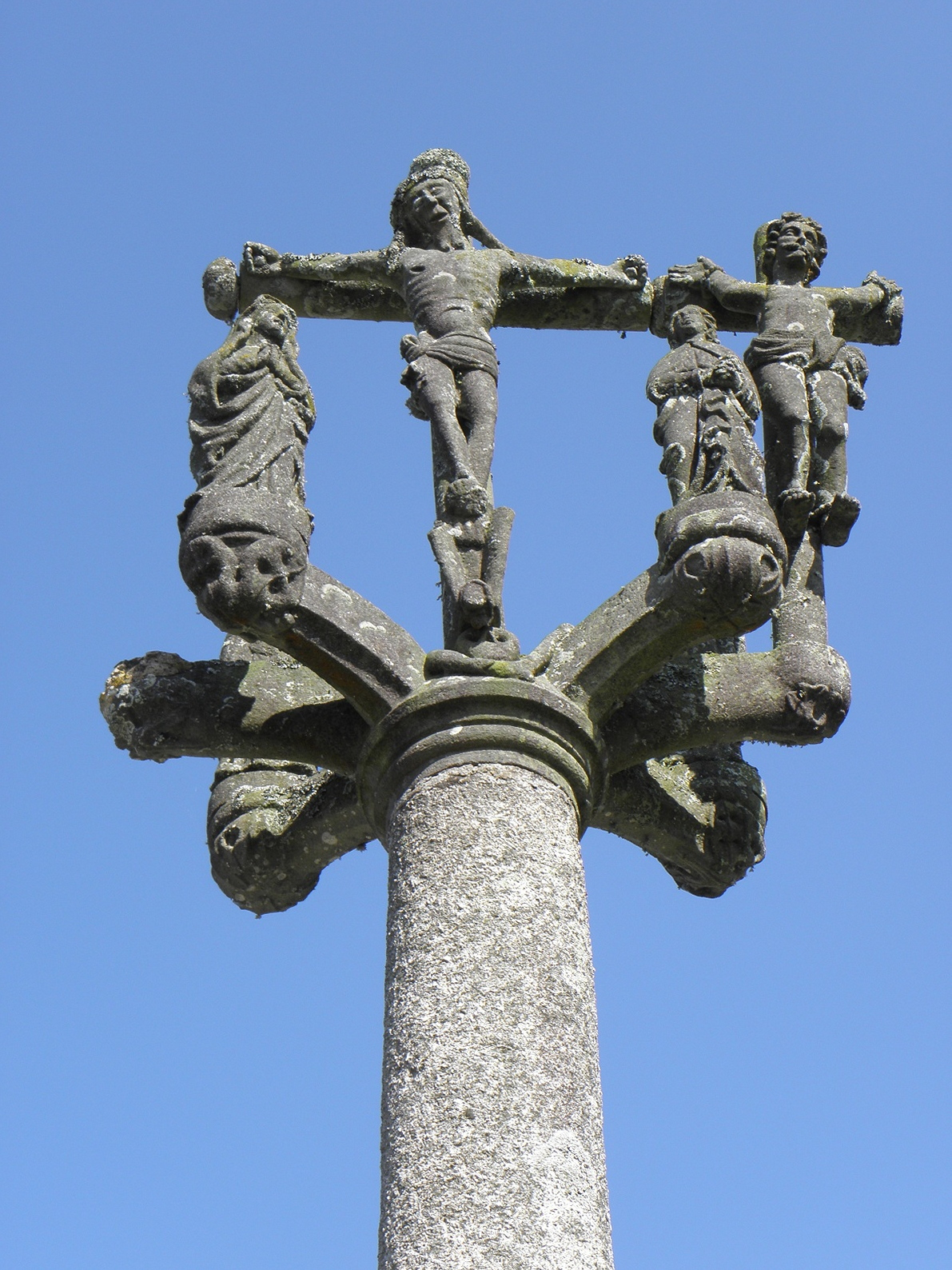
Le calvaire de l'enclos paroissial (1506).
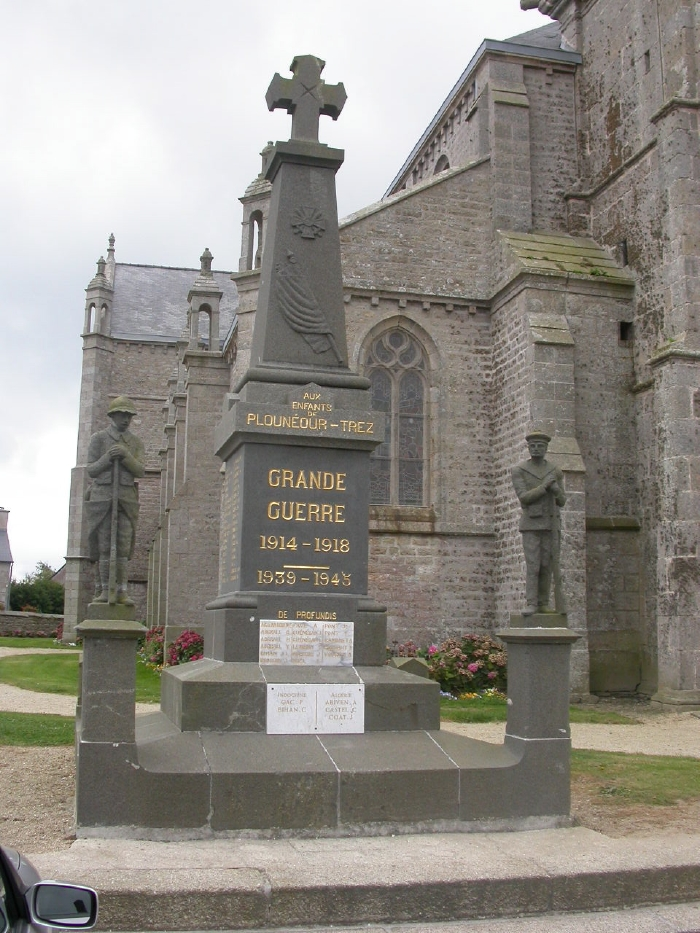
Le monument aux morts de 1914-1918.

### Littérature
- Louis-Casimir Colomb a écrit en 1866 une nouvelle Loïk Malô dont l'action se déroule à Kerlouan, Plounéour-Trez et dans les communes avoisinantes[49].

### Jeu
Le jeu de quilles pratiqué à Plounéour-Trez a été inscrit à l'Inventaire du patrimoine culturel immatériel en France.

### Personnalités liées à la commune
- Jean Favé, dit « Le barde de Gralon » (né en 1826 à Plounéour-Trez, mort en 1884), avocat à Quimper, puis régent de collège à Landerneau, puis médecin à Kerlouan, poète à ses heures, collaborateur de plusieurs journaux et revues comme le Journal de Rennes, l'Indépendance bretonne et Feiz ha Breiz, auteur de livres dont Histoire de saint Yves[50].
- René Troadec (Plounéour-Trez 1908 - Brignogan-Plages 1986), officier du régiment de marche du Tchad dans les Forces françaises libres, Compagnon de la Libération[51].
- Jacques Sultana (Plounéour-Trez 1908 - Paris 2012), peintre hyperréaliste.